# هوية التشيع
هوية التشيع هو كتاب ألّفه الشيخ أحمد الوائلي أحد أبرز الخطباء ورجال الدين الشيعة في القرن العشرين. يتناول الكتاب البعد الفكري والهوية العقائدية للمذهب الشيعي الإمامي الإثني عشري مع تحليل للأصول الفكرية التي شكّلت معالمه عبر التاريخ. صدرت الطبعة الأولى من الكتاب في تسعينات القرن العشرين، ويُعد من الأعمال المتأخرة في مسيرة الوائلي العلمية.